# UCSB Cylinder Audio Archive
Das UCSB Cylinder Audio Archive ist eine Online-Bibliothek der University of California, Santa Barbara die Aufnahmen von Phonographenwalzen aus der akustischen Periode der Musikindustrie digitalisiert und jene der Öffentlichkeit frei zugänglich zur Verfügung stellt.

## Geschichte
Am Anfang des USCB Cylinder Audio Archive stand ein Pilotprojekt, welches im Jahre 2002 mit dem Ziel ins Leben gerufen wurde, die bestehende Sammlung an Phonographenwalzen der Universitätsbibliothek, die zu diesem Zeitpunkt unzugänglich sowie nicht katalogisiert war, in digitaler Form kostenlos, für jedermann im Internet abrufbereit vorzuhalten. Anfängliche drei Wochen andauernde Experimente mit sechzig Zylindern aus der Sammlung verliefen zur Zufriedenheit aller positiv, sodass in Betracht gezogen werden konnte die restlichen siebentausend Tonträger digital Aufzuarbeiten und das Hauptprojekt in Angriff zu nehmen.

## Katalog
Die digitale Bibliothek beheimatet mehr als zehntausend kommerzielle Zylinder Aufnahmen hierbei einen zeitlichen Rahmen, beginnend mit dem Ende des 19. und reichend bis Anfang des 20. Jahrhunderts, umfassend. Die zur Verfügung gestellten Darbietungen der beteiligten Solistinnen und Solisten sowie Musikgruppen beinhalten Veröffentlichungen in den Kategorien Oper, Varieté, Vorträge und jenen Musikstücken, die zur vormaligen Zeit eine hohe Popularität besaßen. Ergänzend stehen in geringerem Umfang die persönliche Aufnahmen von Privatpersonen zur Verfügung, die diese einstmals in ihrem häuslichen Umfeld tätigten.